# Théorèmes d'isomorphisme
En mathématiques, les trois théorèmes d'isomorphisme fournissent l'existence d'isomorphismes dans le cadre de la théorie des groupes.
Ces trois théorèmes d'isomorphisme sont généralisables à d'autres structures que les groupes. Voir notamment « Anneau quotient », « Algèbre universelle » et « Groupe à opérateurs ».

## Premier théorème d'isomorphisme
Le premier théorème d'isomorphisme affirme qu'étant donné un morphisme de groupes {\displaystyle f:G\to G'}, on peut rendre {\displaystyle f} injectif en quotientant {\displaystyle G} par son noyau Ker f, qui est un sous-groupe normal de G.
Premier théorème d'isomorphisme — 
Soit {\displaystyle f:G\rightarrow G'} un morphisme de groupes. Alors {\displaystyle f} induit un isomorphisme {\displaystyle {\widehat {f}}:G/\operatorname {Ker} f\rightarrow \operatorname {Im} f}.
Une autre formulation possible du théorème précédent est que le morphisme {\displaystyle f} se factorise par la surjection et l'injection canoniques, c'est-à-dire que le diagramme qui suit est commutatif.

Factorisation d'un morphisme.

## Deuxième théorème d'isomorphisme
Deuxième théorème d'isomorphisme — 
Soient {\displaystyle G} un groupe, {\displaystyle N} un sous-groupe normal de {\displaystyle G} et {\displaystyle H} un sous-groupe de {\displaystyle G}. Alors {\displaystyle H\cap N} est un sous-groupe normal de {\displaystyle H}, et on a l'isomorphisme suivant : 
{\displaystyle H/(H\cap N)\simeq HN/N.}
La conclusion de ce théorème reste vraie si l'on suppose seulement que le normalisateur de {\displaystyle N} contient {\displaystyle H} (au lieu de le supposer égal à {\displaystyle G} tout entier).

## Troisième théorème d'isomorphisme
Troisième théorème d'isomorphisme — Soient {\displaystyle G} un groupe et {\displaystyle N} et {\displaystyle M} deux sous-groupes normaux de {\displaystyle G} tels que {\displaystyle M} soit inclus dans {\displaystyle N}. Alors {\displaystyle N/M} est un sous-groupe normal de {\displaystyle G/M} et on a l'isomorphisme suivant :
{\displaystyle (G/M)/(N/M)\simeq G/N.}